# 鹿头镇
鹿头镇，是中华人民共和国湖北省襄阳市枣阳市下辖的一个乡镇级行政单位。

## 行政区划
鹿头镇下辖以下地区：
鹿头社区、吉河社区、郭营村、龙窝村、娄子庄村、何庄村、武庄村、拾河村、武岗村、尚庄村、翟庙村、简庄村、松扒村、九里岗村、马冲村、吉庄村、刘庄村、小王庄村、董河村、陈庄村、张庄村、白庙村、邓店村、朱堰村、张河村、吉岗村、方湾村、梁庄村、郭巷村、蒋庄村和丁庄村。